# Cheap Trick at Budokan
A Cheap Trick at Budokan a Cheap Trick 1979-es koncertlemeze. A Rolling Stone magazin Minden idők 500 legjobb albuma listáján a 430. lett. Szerepel továbbá az 1001 lemez, amit hallanod kell, mielőtt meghalsz című könyvben.
A Cheap Trick nagy sikernek örvendett Japánban, így 1978. április 28-án és 30-án itt rögzítették koncertlemezüket 12 000 rajongó előtt. Az album eredetileg csak Japánban jelent meg, de mivel az Egyesült Államokba jutott 30 000 példány, itt is megjelentették hivatalosan. A Billboard 200 listán a 4. helyig jutott, és az együttes legnagyobb példányszámban eladott albuma lett (3 000 000 értékesített lemez). Kanadában az albumlista élére került. Az albummal megjelent két kislemez (I Want You to Want Me és Ain't That a Shame) a Billboard Hot 100 listán a 7., illetve a 35. helyet szerezte meg.
1993-ban jelent meg a Budokan II nevű folytatás, a korábban kiadatlan felvételekkel. 1998-ban adták ki az album bővített változatát az összes felvétellel, At Budokan: The Complete Concert néven.
Az album megjelenésének 30. évfordulójára (2008. november 11.) kiadott Budokan! négy CD-s készletként jelent meg. A Complete Concert két CD-je mellett tartalmazta az április 30-ai koncert CD- és DVD-felvételét, melyet a japán TV számára készítettek.

## Az album dalai
| 1. | Hello There      | Rick Nielsen           | 2:27 |
| 2. | Come On, Come On | Nielsen                | 3:03 |
| 3. | Lookout          | Nielsen                | 3:15 |
| 4. | Big Eyes         | Nielsen                | 3:47 |
| 5. | Need Your Love   | Nielsen, Tom Petersson | 9:07 |

| 1. | Ain't That a Shame    | Antoine Domino, Dave Bartholomew | 5:10 |
| 2. | I Want You to Want Me | Nielsen                          | 3:38 |
| 3. | Surrender             | Nielsen                          | 4:40 |
| 4. | Goodnight Now         | Nielsen                          | 2:42 |
| 5. | Clock Strikes Ten     | Nielsen                          | 4:11 |

## Helyezések
| Lista (1979)          | Helyezés | Listán töltött hetek |
| --------------------- | -------- | -------------------- |
| Kanadai albumlista    | 1        | 44                   |
| Új-zélandi albumlista | 10       | 31                   |
| Svéd albumlista       | 26       | 2                    |
| Brit albumlista       | 29       | 9                    |
| Billboard 200         | 4        | 53                   |

## Közreműködők
- Robin Zander – ének, gitár
- Rick Nielsen – gitár
- Tom Petersson – basszusgitár
- Bun E. Carlos – dob